# لورنزو برتيلي
لورنزو برتيلي (بالإيطالية: Lorenzo Bertelli)‏ مواليد 10 مايو 1988، هو سائق راليات إيطالي بدأ مسيرته في سنة 2011. كان أول رالي له هو رالي سردينيا 2011. شارك في بطولة العالم للراليات.

## روابط خارجية
- لورنزو برتيلي على موقع eWRC-results.com (الإنجليزية)